# James Hedley
James Hedley (Poole, 1 de setembro de 2003), é um automobilista britânico que atualmente compete no Campeonato de Fórmula 3 da FIA pela equipe AIX Racing. Foi campeão da Ginetta Junior em 2019.

## Biografia
James Hedley é natural de Poole, cidade situada no condado de Dorset, no litoral sul da Inglaterra. Seu pai, Gray Hedley, já foi piloto e chegou a competir na Fórmula 3 Inglesa entre as décadas de 1980 e 1990, sendo vice-campeão da classe nacional em 1994. James estudou na Bournemouth Collegiate School.

## Carreira

### Anos iniciais
Hedley começou no cartismo aos oito anos, se tornando campeão da Honda Cadet London Easter. Em 2017, fez sua estreia no automobilismo ao disputar duas rodadas do campeonato Ginetta Junior. Fez a temporada completa da categoria em 2018, conquistando dois pódios e sendo o oitavo colocado. Em 2019, Hedley conquistou sete vitórias, sendo campeão com 680 pontos, quase cem de diferença para Zak O'Sullivan, o vice. Esse feito fez com que Hedley se tornasse parte do programa BRDC Rising Stars.

### Fórmula 4
Hedley estreou em monopostos em 2020, ao disputar a Fórmula 4 Britânica com a equipe JHR Developments. Venceu quatro vezes, com três desses triunfos vindo na rodada tripla de Thurxton, e foi quinto colocado, com 249 pontos.
Em 2021, seguiu na F4 Britânica, passando para a Fortec. Obteve quatro vitórias e mais dois pódios na primeira metade do campeonato, chegando a figurar como um dos candidatos ao título, mas após a quinta rodada, se mudou para a Carlin, não conseguindo vencer novamente e perdendo terreno na luta pelo título. Ao todo, foram oito pódios, e Hedley terminou a temporada em quinto lugar, com 226 pontos.

### Campeonato GB3
Em outubro de 2021, Hedley também se juntou à sua antiga equipe Ginetta Junior, Elite Motorsport, para competir na rodada final do Campeonato GB3 em Donington Park.
Ele então começou o Campeonato GB3 de 2022 com a Elite Motorsport. Ele conquistou seu único pódio da temporada na quarta rodada no circuito de Snetterton. Antes da quinta rodada no circuito de Spa-Francorchamps, ele trocou de equipe para se juntar à JHR Developments. Hedley se classificou em décimo sétimo no campeonato, somando 156 pontos.
Para o Campeonato GB3 de 2023, Hedley se juntou à Arden VRD. Ao longo da temporada, ele conquistou duas vitórias em Oulton Park e em Snetterton. Ele ficou em sexto lugar na classificação geral, acumulando 347 pontos.
Ele permaneceu com a VRD by Arden nas duas primeiras rodadas do Campeonato GB3 de 2024, atuando como substituto de Nikita Johnson, que ainda não havia atingido a idade mínima exigida para competir na GB3.

### Fórmula Regional
Após a temporada de Fórmula Regional de 2023, Hedley participou de vários testes de pós-temporada com a RPM. Esses testes nunca resultaram em uma vaga para ele participar de corridas.
Hedley foi vinculado à equipe Monolite Racing durante a pré-temporada do Campeonato de Fórmula Regional Europeia de 2024 e deveria testar e correr com a equipe, mas a Monolite Racing se retirou do campeonato pouco antes do início da temporada.
Em 2025, Hedley disputou duas rodadas da Fórmula Regional do Oriente Médio com a PHM Racing. Nas seis corridas que fez, abandonou uma e não pontuou em nenhuma, tendo um par de décimos terceiros lugares como melhores resultados e se classificando em 31º lugar.

### Fórmula 3
Em maio de 2024, Hedley fez sua estreia no Campeonato de Fórmula 3 da FIA de 2024 após uma convocação tardia para disputar a rodada de Mônaco, substituindo Matías Zagazeta, que estava se recuperando de uma apendicite, na equipe Jenzer. Hedley não pontuou em nenhuma das duas etapas, sendo vigésimo na corrida sprint e vigésimo segundo na corrida longa, se classificando em trigésimo quarto e último lugar.
Em 10 de maio de 2025, foi anunciado que Hedley faria seu retorno em tempo integral na Fórmula 3, substituindo Javier Sagrera na AIX Racing. Mas ele não pôde participar da rodada da Espanha por conta de uma lesão sofrida na prova anterior, em Mônaco, sendo substituído por José Garfias.

### Super Fórmula
Em dezembro de 2024, Hedley participou de um teste de Super Fórmula no circuito de Suzuka.

## Resultados

### Resumo da carreira
| Temporada | Categoria                          | Equipe                | Corridas | Vitórias | Poles | V.M.R. | Pódios | Pontos | Posição |
| --------- | ---------------------------------- | --------------------- | -------- | -------- | ----- | ------ | ------ | ------ | ------- |
| 2017      | Ginetta Junior Championship        | Elite Motorsport      | 6        | 0        | 0     | 0      | 0      | 60     | 22º     |
| 2017      | Ginetta Junior Winter Series       | Elite Motorsport      | 4        | 0        | 0     | 0      | 0      | 65     | 7º      |
| 2018      | Ginetta Junior Championship        | Elite Motorsport      | 26       | 0        | 3     | 2      | 2      | 356    | 8º      |
| 2018      | Ginetta Junior Winter Championship | Elite Motorsport      | 3        | 2        | 2     | 1      | 2      | 95     | 1º      |
| 2019      | Ginetta Junior Championship        | Elite Motorsport      | 26       | 7        | 11    | 12     | 18     | 680    | 1º      |
| 2020      | Fórmula 4 Britânica                | JHR Developments      | 25       | 4        | 4     | 7      | 7      | 249    | 5º      |
| 2021      | Fórmula 4 Britânica                | Fortec Motorsport     | 14       | 4        | 2     | 1      | 6      | 226    | 5º      |
| 2021      | Fórmula 4 Britânica                | Carlin                | 15       | 0        | 0     | 0      | 2      | 226    | 5º      |
| 2021      | Campeonato GB3                     | Elite Motorsport      | 3        | 0        | 0     | 0      | 0      | 23     | 26º     |
| 2022      | Campeonato GB3                     | Elite Motorsport      | 12       | 0        | 0     | 0      | 1      | 156    | 17º     |
| 2022      | Campeonato GB3                     | JHR Developments      | 9        | 0        | 0     | 0      | 0      | 156    | 17º     |
| 2023      | Campeonato GB3                     | Arden VRD             | 23       | 2        | 0     | 0      | 3      | 347    | 6º      |
| 2024      | Campeonato GB3                     | VRD by Arden          | 5        | 0        | 0     | 0      | 0      | 151    | 15º     |
| 2024      | Campeonato GB3                     | Rodin Motorsport      | 6        | 0        | 0     | 0      | 2      | 151    | 15º     |
| 2024      | Campeonato GB3                     | Chris Dittmann Racing | 3        | 0        | 0     | 0      | 0      | 151    | 15º     |
| 2024      | Fórmula 3                          | Jenzer Motorsport     | 2        | 0        | 0     | 0      | 0      | 0      | 34º     |
| 2024      | Eurocup-3                          | Saintéloc Racing      | 2        | 0        | 0     | 0      | 0      | 0      | NC†     |
| 2025      | Fórmula Regional do Oriente Médio  | AKCEL GP / PHM Racing | 6        | 0        | 0     | 0      | 0      | 0      | 25º     |
| 2025      | Fórmula 3                          | AIX Racing            | 0        | 0        | 0     | 0      | 0      | 0*     | ?*      |

(*) Temporada em andamento.